# 烏克蘭領土

在歐洲大陸上的烏克蘭（標注為綠色）

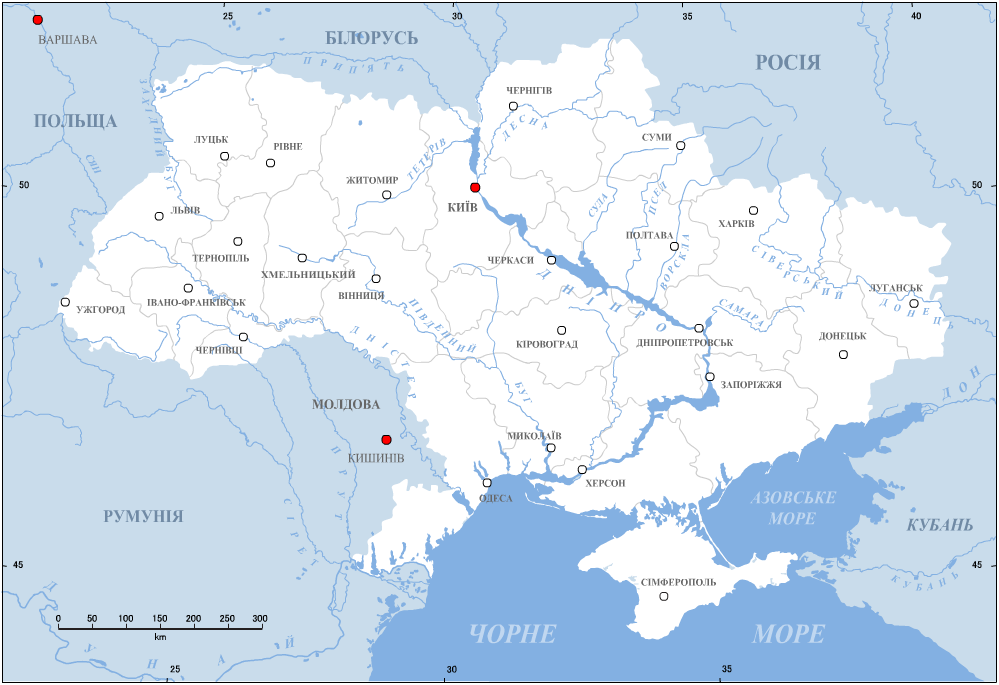
烏克蘭領土以白色突出顯示

黑海專屬海上經濟區的邊界

烏克蘭領土（羅馬化：Terytoriia Ukrainy）是指烏克蘭國界内的陸地、水域、底土和空域。
烏克蘭領土總面積為603,628平方公里，即歐洲領土的5.7%和世界領土的0.44%。根據這一指標，它是整个歐洲最大的國家，也是歐洲大陸第二大國家，僅次於俄羅斯聯邦。烏克蘭領土自西向東長達1316公里，从北到南長達893公里。坐標大約位於北緯52°20′至44°23′、東經22°5′至41°15′之間。